# اوماها (جورجیا)
اوماها (به انگلیسی: Omaha) یک منطقهٔ مسکونی در ایالات متحده آمریکا است که در شهرستان استوارت، جورجیا واقع شده‌است. اوماها ۱٬۶۱۱ نفر جمعیت دارد.